# Ein ungleiches Paar (1983)
Ein ungleiches Paar ist ein britisches Filmdrama aus dem Jahr 1983. Es ist die Literaturverfilmung des gleichnamigen autobiografischen Theaterstückes The Dresser von Ronald Harwood.

## Handlung
Nachdem der erfolgreiche Starschauspieler Sir vor großem Publikum eine Theatervorstellung beendet hat, wird er von seinem Garderobier Norman gepflegt, umsorgt, gewaschen und moralisch wieder aufgebaut. Norman organisiert auch alleine seine Termine und muss seine launenhaften, kindischen und aggressiven Ausbrüche immer wieder ertragen. 
In England im Jahre 1940 scheint Sir auch den kompletten Ernst der Lage zu verkennen. Denn während die Deutschen Luftangriff auf Luftangriff fliegen, benimmt er sich immer kindischer und scheint regelrecht seinen Verstand zu verlieren. Nachdem er auf einem öffentlichen Marktplatz wieder einmal einen seiner Ausbrüche – nahe an einem Nervenzusammenbruch – hatte, wird Sir in ein Hospital eingeliefert, wo man ihm strikte Ruhe verordnet, um wieder mental fit zu werden.
Doch Sir hat am Abend einen Auftritt in der Hauptrolle in Shakespeares König Lear, auf den die komplette Theatergesellschaft baut. Er kann nicht einfach ausfallen. All die Einnahmen, die man zum Überleben braucht, fielen zudem weg. Also setzt Norman alles daran, Sir wieder auf die Bühne zu bringen, koste es, was es wolle. Er schirmt alle Besorgten von ihm ab, muntert ihn auf, verspricht ihm schöne Belohnungen und überredet den geistesabwesenden und gelegentlich auch aggressiven Sir, auf die Bühne zu gehen. Schließlich sei er Schauspieler, der einfach auf die Theaterbühne gehört. 
Sir sieht das auch ein, obwohl es ihn anwidert, auf das Spielen von Krüppeln und Senioren reduziert zu werden. Norman verbreitet die frohe Botschaft, dass Sir sich auf seinen Auftritt vorbereite, unter den Schauspielern. Doch als er zurückkommt, muss er schockiert feststellen, dass sich Sir nicht nur wie Othello schminkte, sondern auch in Selbstmitleid versinkt. Norman brüllt ihn an, das sein zu lassen, schließlich sei das seine 227. Aufführung von König Lear. Doch Sir kann sich nicht einmal an die ersten Zeilen seines Textes erinnern und schwankt plötzlich zwischen übersteigertem Selbstbewusstsein und ärgsten Selbstzweifeln. 
Um sich an seine Zeilen zu erinnern, sagt er alles auf, was ihm einfällt. Dabei macht er das Schlimmste, was einem Theaterschauspieler nur passieren kann: Er spricht den Namen Macbeth aus.
Die Zeit des Auftritts naht und die Schauspieler finden sich hinter der Bühne ein. Der Bombenalarm verheißt nichts Gutes. Die Deutschen greifen wieder an. Doch keiner aus dem Publikum flüchtet – alle wollen die Vorstellung sehen. 
Die Darsteller spielen ihr Stück bis zu dem Moment, in dem König Lear auftreten soll, souverän. Doch König Lear taucht nicht auf. Sir bleibt wie erstarrt hinter der Bühne auf seinem Stuhl sitzen und verzieht nicht eine Miene. Norman ist verzweifelt. Während die Darsteller draußen auf der Bühne weiter improvisieren und sich das Publikum wundert, wo Sir bleibt, ist Norman einem Nervenzusammenbruch nahe. Verzweifelt versucht er, Sir zum Spielen zu bringen. Doch der rührt sich nicht. Erst als ein zweiter Bombenalarm ertönt, erwacht er aus seiner Katatonie und wird von Norman auf die Bühne geschubst, wo er wie von Sinnen spielt. Bis zur Pause spielt er meisterhaft sein komplettes Talent aus.
Mit Applaus wird er von der Bühne begleitet. Hinten beschimpft er das mangelhafte Engagement aller anderen und verschwindet in seine Garderobe. Norman folgt ihm und beruhigt ihn mit Beifall und übertriebener Lobhudelei. Da Sir dabei einschläft, nutzt Norman die Zeit, um sich in der nächsten Bar Alkoholnachschub zu besorgen. Derweil wird Sir von Madge besucht. Er erzählt ihr aufgeregt, dass er sich zum ersten Mal nicht nur wie ein Schauspieler gefühlt hat. Zum ersten Mal war er der wahrhaftige König Lear auf der Bühne. All die Worte wurden nicht aufgesagt, sondern entstanden augenblicklich in seinem Kopf. Er habe nun 20 Jahre gebraucht, um dieses Gefühl einmal erleben zu dürfen. Er fragt Madge, ob es das wert gewesen und sie glücklich sei.
Madge antwortet, sie sei unglücklich, aber das wäre es wert gewesen, und verlässt wieder seine Garderobe. Anschließend kommt Irene, die unbedingt selbst einmal Schauspielerin werden und sich ganz dem Beruf hingeben möchte. Sie spürt regelrecht die mystische Kraft, die in Sirs Garderobe schwebt, genauso wie die Anspannung, die zwischen ihr und Sir herrscht. Mit animalischem Gebrülle stürzt sich Sir auf Irene, um sie zu stemmen. Doch sie ist zu schwer und er bricht unter ihr zusammen. Das erschreckt sie so sehr, dass sie davonläuft. Dabei wird sie von Norman abgefangen. Er vertreibt sie, nicht ohne ihr vorher klargemacht zu haben, dass Sir sie nur stemmte, da es die nächste Szene erfordere. König Lear muss eine Dame auf die Bühne tragen, und dafür eigne sich nun mal am besten die leichteste Schauspielerin. 
Mit der Szene beginnt dann auch nach der Pause das Spiel. Sir trägt als König Lear eine Frau auf die Bühne. Er liefert als Schauspieler eine unglaubliche Meisterleistung ab, die ihm alles abfordert und zum Schluss des Stückes mit Standing Ovations gewürdigt wird. Erschöpft gibt er daraufhin das Programm der nächsten Tage bekannt und muss schlucken, als er erwähnt, dass er Donnerstag bereits erneut den Lear spielen wird. Er kann einfach nicht mehr und schleppt sich mehr schlecht als recht in seine Garderobe. Wer immer diese Tour geplant habe, der wolle ihn wohl versklaven, klagt Sir. Doch Norman gibt ihm zu verstehen, dass er. Sir, es selbst gewesen sei, der die Stücke in ihrer Anordnung organisierte. 
Sir lässt sich auf seinen Sessel fallen und möchte noch ein paar Zeilen aus seiner Autobiografie vorgelesen haben. Norman kommt dem Wunsch nach und liest die Widmung, bei der sich Sir wirklich bei allen und jedem bedankt, die seine Karriere erst möglich gemacht haben, selbst bei den Zimmermännern und Elektrikern – nur nicht bei Norman. Während Norman das realisiert und sich fürchterlich darüber aufregt, verstirbt Sir im Sessel. Norman verliert den letzten Rest seiner Würde, heult, schreit und ist verzweifelt. Er weiß nicht, wohin er gehen soll, jetzt, wo seine wahre Liebe ihn verließ.

## Kritik
Der renommierte Filmkritiker Roger Ebert lobte Finney, der einen „ernsthaft desorientierten, verkaterten, zittrigen und verwirrten“ alten Shakespearedarsteller spiele und Courtenay, der seine Figur des „stolzen, nachtragenden und selbstzweifelnden Außenseiters“ perfekt spiele. Außerdem sei der Film in seinen Nebenrollen gut besetzt und würde wunderbaren Detailreichtum bieten.
Obwohl die „mechanischen Einzelheiten nicht immer ganz mit dem Schauspiel einhergehen“, meinte Vincent Canby von der New York Times, sei der Film „ein ausgefallenes Werk“. Da der komplette Film auf der Chemie der beiden Hauptdarsteller funktioniere, mache es einfach Spaß, diesen Film zu sehen.
Das Lexikon des internationalen Films meinte: „Eine durch brillante Darstellerleistungen beeindruckende Charakterstudie und eine witzig-ironische Auseinandersetzung mit den Problemen menschlichen Zusammenlebens, die anregt, über vergessene Tugenden wie Treue, Liebe und Demut nachzudenken.“

## Hintergrund
Ronald Harwoods Theaterstück basiert auf seiner eigenen Erfahrung als Schauspieler und Garderobier von Donald Wolfit. Von 1953 bis 1958 war er in dieser Funktion für eine Shakespeare-Theatergruppe tätig. Er verarbeitet seine Erfahrungen sowohl in der Biografie Sir Donald Wolfit CBE: His life and work in the Unfashionable Theatre als auch in dem Theaterstück The Dresser. Seine Premiere hatte das Stück am 6. März 1980 im Royal Exchange in Manchester. In London wurde es am 30. April 1980 zum ersten Mal im Queen’s Theatre gespielt. Dabei verkörperte Freddie Jones die Rolle des Sir und Tom Courtenay die des Norman. Noch im selben Jahr wurde es als bestes Stück für einen Laurence Olivier Award nominiert. Sein Broadwaydebüt hatte das Stück am 9. November 1981 im Brooks Atkinson Theatre, wonach über 200 Vorstellungen gespielt wurden. Courtenay verkörperte erneut die Rolle des Norman, wobei der Sir dieses Mal von dem britischen Schauspieler Paul Rogers gespielt wurde. Am Ende des Jahres wurde das Stück für zwei Tony Awards nominiert, für das Beste Theaterstück und den Besten Hauptdarsteller. 
Der Film startete am 9. Dezember 1983 in den US-amerikanischen Kinos, wobei er etwas mehr als 5 Mio. US-Dollar einspielen konnte. In der Bundesrepublik Deutschland kam er am 23. März 1984 in die Kinos und in der Deutschen Demokratischen Republik am 10. Mai 1985. Seit dem 6. April 2004 ist er auch als deutschsprachige DVD erhältlich.

## Auszeichnungen (Auswahl)
Oscarverleihung 1984
- Bester Film: Nominierung
- Beste Regie: Nominierung für Peter Yates
- Bester Hauptdarsteller: Nominierung für Albert Finney
- Bester Hauptdarsteller: Nominierung für Tom Courtenay
- Bestes adaptiertes Drehbuch: Nominierung für Ronald Harwood

Golden Globe Awards 1984
- Bester Hauptdarsteller – Drama: Tom Courtenay
- Bester Hauptdarsteller – Drama: Nominierung für Albert Finney
- Bester fremdsprachiger Film: Nominierung
- Beste Regie: Nominierung für Peter Yates
- Bestes Filmdrehbuch: Nominierung für Ronald Harwood

British Academy Film Award 1985
- Bester Film: Nominierung
- Beste Regie: Nominierung für Peter Yates
- Bester Hauptdarsteller: Nominierung für Albert Finney
- Bester Hauptdarsteller: Nominierung für Tom Courtenay
- Beste Nebendarstellerin: Nominierung für Eileen Atkins
- Bestes adaptiertes Drehbuch: Nominierung für Ronald Harwood
- Beste Maske: Nominierung für Alan Boyle

Internationale Filmfestspiele Berlin 1984
- Bester Darsteller: Albert Finney
- C.I.D.A.L.C. Award für Peter Yates
- Goldener Bär: Nominierung